# Explosionen i Björkborn 1940
Explosionen i Björkborn 1940 var en olycka som inträffade den 17 december 1940 i Björkborn i Karlskoga. Olyckan har beskrivits som en av de värsta arbetsplatsolyckorna i Sveriges historia, liksom den allvarligaste i Bofors historia, med elva dödsoffer och ett 40-tal skadade.

## Olyckan
Den 17 december 1940, på eftermiddagen vid 16-tiden, på Björkborns industriområde, inträffade en explosion vid AB Bofors Nobelkrut efter att en brand utbrutit vid tillverkningen av trotyl. Cirka 100 byggnader totalförstördes, och de boende i stadsdelen Karls Åby evakuerades. Detta föranledde att människor sökte sig till stadens skyddsrum.
Begravningen ägde rum i Karlskoga kyrka den 28 december 1940, och sju av de död begravdes på Skogskyrkogården, två i Örebro, en på Gamla kyrkogården i Karlskoga och en i Grängesberg.